# 碲半胱氨酸
碲半胱氨酸，又称Te-Cys是一种结构类似丝氨酸、半胱氨酸和硒半胱氨酸的氨基酸，由碲原子取代侧链的氧、硫或硒而成。它不存在于生物体中。

## 性质
也许是因为碳-碲键键能低（200 kJ/mol，相较于碳-硒键键能234 kJ/mol和碳-硫键键能272 kJ/mol），碲半胱氨酸不存在于任何已知的天然生物体中，因此它的研究相比硒代半胱氨酸相对不足。尽管如此，某些生物如真菌烟曲霉在无硫环境中，能够将碲半胱氨酸和碲甲硫氨酸结合到氨基酸和蛋白质中。
已经观察到，当掺入谷胱甘肽S-转移酶时，碲半胱氨酸能有效地抑制氨酰化，并增加谷胱甘肽过氧化物酶的效率。

## 制备
L-碲半胱氨酸可以由碲单质和(2R)-2-[(叔丁氧基羰基)氨基]-3-碘丙酸甲酯在四氢呋喃溶液在三乙基硼氢化锂下反应而成，会产生红色油状物。之后酸化并用碱处理，然后用柠檬酸处理，将pH值设为4.0，过滤和干燥后得到橙色固体（碲半胱氨酸）。